# Пассерини, Джованни
Джова́нни Пассери́ни (итал. Giovanni Passerini; 16 июня 1816, Гвасталла — 17 апреля 1893, Парма) — итальянский ботаник и энтомолог, профессор ботаники, директор ботанического сада в Парме.

## Биография
В 1868 году в соавторстве с Винченцо де Чезати и Джузеппе Джибелли начал издавать «Флору Италии» (лат. Compendio della flora italiana), труд, оставшийся незавершённым. До 1886 года было издано 35 томов, рукописи неизданных частей ныне хранятся в Амстердаме.
Собрал коллекцию из 5500 образцов растений, разделённых на 52 рода и 89 видов, которая в настоящее время является частью музея естественной истории университета Пармы.

## Произведения
- «Gli insetti autori delle galle del Terebinto e del Lentisco insieme ad alcune specie congeneri» (1856)
- «Gli afidi con un prospetto dei generi ed alcune specie nuove Italiane» (Парма, 1860)
- «Aphididae Italicae hucusque observatae» (1863)
- «Elenco di Funghi Parmensi» (Генуя, 1867)
- «Funghi Parmensi enumerati» (Флоренция, 1872—1878)